# Olympische Sommerspiele 1936/Teilnehmer (Bermuda)
| Gelbes Symbol für Goldmedaillen mit stilisierten Olympischen Ringen | Graues Symbol für Silbermedaillen mit stilisierten Olympischen Ringen | Braundes Symbol für Bronzemedaillen mit stilisierten Olympischen Ringen |
| ------------------------------------------------------------------- | --------------------------------------------------------------------- | ----------------------------------------------------------------------- |
| —                                                                   | —                                                                     | —                                                                       |

Bermuda nahm bei den XI. Olympischen Sommerspielen 1936 in Berlin mit einer Delegation von fünf Athleten teil. Es war die erste Teilnahme des Landes bei Olympischen Sommerspielen.
| Sportart  | Sportler        | Disziplin          | Platz | Bemerkung                       |
| --------- | --------------- | ------------------ | ----- | ------------------------------- |
| Schwimmen | Leonard Spence  | 100 m Freistil     | -     | Ausgeschieden im Vorlauf        |
| Schwimmen | Leonard Spence  | 200 m Brust        | -     | Disqualifiziert im Zwischenlauf |
| Schwimmen | Leonard Spence  | 4 × 200 m Freistil | -     | Ausgeschieden im Vorlauf        |
| Schwimmen | John Young      | 100 m Freistil     | -     | Ausgeschieden im Vorlauf        |
| Schwimmen | John Young      | 4 × 200 m Freistil | -     | Ausgeschieden im Vorlauf        |
| Schwimmen | Edmund Cooper   | 400 m Freistil     | -     | Ausgeschieden im Vorlauf        |
| Schwimmen | Edmund Cooper   | 4 × 200 m Freistil | -     | Ausgeschieden im Vorlauf        |
| Schwimmen | Percy Belvin    | 200 m Brust        | -     | Ausgeschieden im Vorlauf        |
| Schwimmen | Dudley Spurling | 4 × 200 m Freistil | -     | Ausgeschieden im Vorlauf        |